# 第1號小提琴協奏曲 (維尼奧夫斯基)
亨里克·维尼亚夫斯基所作的F♯小調第1號小提琴協奏曲，作品14，1853年10月27日於萊比錫首演。作品題獻給普魯士國王腓特烈·威廉四世。

## 分析
作品共三個樂章：
1. 中庸的快板（Allegro moderato）
2. 祈禱。甚緩板（Preghiera: Larghetto）
3. 輪旋曲。欣喜的快板（Rondo: Allegro giocoso）

通常的演奏用時約在28至30分鐘間。
第一樂章有二個對比性強烈的主題，首要主題的素材是附點節奏，B大調的次要主題（由大提琴率先奏出）則相對抒情，具感傷之美。上述的主題由獨奏家演奏時，擁有更多發展及可能性，且同時要求高超的演奏技術（雙音、和聲及高音域等）。
第二樂章〈祈禱〉採A大調，篇幅不長。木管樂器與法國號（即木管五重奏配器）為此樂章的重點，且為音樂注入些許安詳之意。獨奏在第二樂章則有小提琴G弦所製造的深度音響。鼓號聲響起的同時，不間斷接入下一樂章的B大調輪旋曲，此處畫風一轉，波蘭舞曲的音樂繽紛且使人興奮。值得注意的是，第三樂章在演奏技術上似乎不若第一樂章困難，據此，有人提出第三樂章是創作在先的可能性。

## 外部連結
- 維尼奧夫斯基第1號小提琴協奏曲：国际乐谱典藏计划上的乐谱